# 니세에

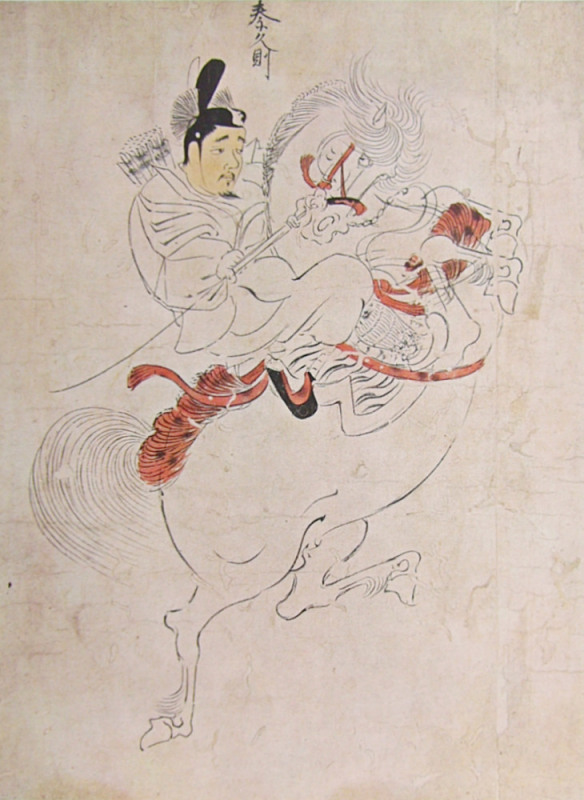
니세에

니세에(일본어: 似絵)는 일본 헤이안 시대 말기에서 가마쿠라 시대에 걸쳐 발달한 야마토에 양식의 초상화이다.